# الیرز
الیرز (به فرانسوی: Allières) یک کمون در فرانسه است که در Canton of La Bastide-de-Sérou واقع شده‌است.

## خصوصیات
الیرز ۹٫۱ کیلومترمربع مساحت و ۶۲ نفر جمعیت دارد و ۵۵۰ متر بالاتر از سطح دریا واقع شده‌است.